# Фиксатив
Фиксатив (фр. fixatif, закрепитель) — в рисовании жидкость, служащая для укрепления исполненного карандашом или углем на бумаге так, чтобы оно не стиралось.
Для этой цели в истории рисования употреблялись слабый раствор гуммиарабика в воде, снятое молоко, чёрный кофе или фотографический коллодий, которыми обливалось рисованное. Также для закрепления (фиксирования) рисунков употребляется раствор шеллака в спирте. Приготовленный из этой смолы фиксатив можно купить или нетрудно приготовить самому.
Для этого надо куски шеллака истолочь в порошок, хотя бы и не особенно мелкий, и всыпать его в немалом количестве в стеклянную банку со спиртом, снабжённую пробкой; шеллак постепенно растворится в спирте и тем скорее, чем чаще банку взбалтывать. По истечении нескольких дней, когда спирт, наконец, насытится смолой, что можно заметить по тому, что её количество в банке перестало уменьшаться, раствор сливается в другую склянку, разбавляется наполовину новым спиртом и хранится — до употребления — плотно закупоренным.
Закреплять рисунки при помощи фиксатива можно двояко: или обливая бумагу этой жидкостью с лицевой стороны, а если она не очень толстая и достаточно пористая, то с задней, или же брызгая на рисунок — также с лица или с испода — из пульверизатора, какой употребляется для духов. Пользоваться фиксатором такого рода можно не только рисовальщикам на бумаге, но и живописцам, желающим закрепить на полотне угольные или меловые наброски своих композиций.